# Женское обрезание
Же́нское обреза́ние, или кале́чащие опера́ции на же́нских половы́х о́рганах (КОЖПО), или нанесе́ние уве́чий же́нским генита́лиям — ритуальное частичное или полное удаление внешних женских гениталий без медицинской необходимости. Эта практика встречается в некоторых странах Африки, Азии и Ближнего Востока, а также в заграничных сообществах из стран, в которых КОЖПО является обычным явлением. По данным ЮНИСЕФ на 2016 год, эту процедуру перенесли по меньшей мере 200 000 000 ныне живущих женщин в 30 странах мира — Индонезии, Ираке, Йемене и 27 африканских странах, включая Египет — подверглись одному или нескольким типам КОЖПО. Также на 2018 год практика калечащих операций на женских гениталиях зафиксирована в нескольких регионах России.
Эти операции в основном проводятся среди девочек раннего возраста в период между младенчеством и возрастом 15 лет. В половине же стран, по которым имеются национальные данные, большинство девочек обрезается в возрасте до пяти лет. Процедуры различаются в зависимости от страны или этнической группы. Они включают удаление клиторального капюшона и головки клитора, удаление внутренних половых губ, удаление и внутренних и внешних половых губ вместе с закрытием вульвы. В этой последней процедуре, известной как инфибуляция, остаётся небольшое отверстие для прохождения мочи и менструальной жидкости, а влагалище открывается для полового акта и позже для родов.
Практика коренится в гендерном неравенстве, попытках контролировать женскую сексуальность и представлениях о чистоте, скромности и красоте. Обычно его инициируют и проводят женщины, которые видят в этом источник чести и опасаются, что если их дочери и внучки не будут обрезаны, то это приведёт к социальной изоляции девочек. Неблагоприятные последствия для здоровья зависят от типа процедуры: они могут включать рецидивирующие инфекции, затруднение мочеиспускания и выхода менструальных выделений, хроническую боль, развитие кисты, бесплодие, осложнения во время родов и фатальные кровотечения. В то же время нет никаких известных преимуществ для здоровья.
С 1970-х годов предпринимались международные усилия, чтобы убедить практикующих отказаться от КОЖПО, и они были объявлены вне закона или ограничены в большинстве стран, в которых они происходят, хотя законы часто плохо соблюдаются. С 2010 года Организация Объединённых Наций призвала медицинских работников прекратить выполнение всех форм процедуры, включая рефибуляцию после родов и символическое «надрезание» капюшона клитора. Оппозиция этим практикам сама не обходится без критики, особенно среди антропологов, которые подняли трудные вопросы о культурном релятивизме и универсальности прав человека.

## Терминология
В мировом медицинском и правозащитном сообществах термин «женское обрезание» (англ. female circumcision) практически не используется и заменяется на «калечащие операции на женских половых органах» (англ. female genital mutilation, FGM) и «повреждение женских гениталий» (англ. female genital cutting, FGC) начиная c 1980-х годов. Причина отказа международного медицинского сообщества от термина «женское обрезание» заключается в том, что это название подразумевает ошибочную аналогию с мужским обрезанием — удалением крайней плоти. В действительности масштабы вмешательства, как и негативные последствия для здоровья и жизни, в случае повреждения женских гениталий гораздо значительнее. С анатомической точки зрения, клиторидэктомия аналогична ампутации большей части пениса, а инфибуляция — полной ампутации пениса, прилегающих мягких тканей и фрагментов ткани мошонки.
В английском языке с 1929 года Миссионерский совет Кении начал называть это «сексуальным увечьем женщин» (англ. sexual mutilation of women), следуя примеру Мэрион Скотт Стивенсон, миссионерки Шотландской церкви. Ссылок на эту практику именно как на «нанесение увечий»/«калечащих операций» (англ. mutilation) становилось все больше на протяжении 1970-х годов. В 1975 году Роуз Олдфилд Хейс, американский антрополог, использовала термин «калечащие операции на женских половых органах» (англ. female genital mutilation) в названии статьи в журнале «Американский этнолог», а четыре года спустя Фрэн Хоскен назвала это увечьем в своём влиятельном «Докладе Хоскена: генитальные и сексуальные увечья женщин» (англ. The Hosken Report: Genital and Sexual Mutilation of Females). Межафриканский комитет по традиционным обычаям, влияющим на здоровье женщин и детей, начал называть это калечащими операциями на женских половых органах в 1990 году, а Всемирная организация здравоохранения (ВОЗ) последовала его примеру в 1991 году. Другие английские термины включающие срезание женских половых органов (англ. female genital cutting, FGC) и калечащие операции на женских половых органах/срезание женских половых органов (англ. female genital mutilation/cutting, FGM/C), предпочитают те, кто работает с практикующими врачами.

### Локальные термины
В странах, где калечащие операции являются обычным явлением, многие варианты этой практики отражены в десятках терминов, часто намекающих на очищение. На языке бамбара, на котором говорят в основном в Мали, он известен как bolokoli («мытьё ваших рук»), а на языке игбо в восточной Нигерии — как isa aru или iwu aru («мытьё вашего тела»). Распространённый арабский термин для обозначения очищения имеет корень t-h-r, используемый для обозначения мужского и женского обрезания (tahur‎ и tahara‎). Он также известен на арабском языке как khafḍ‎ и khifaḍ‎. Сообщества могут называть калечащие операции «фараонскими» для инфибуляции и «суннитским» обрезанием для всего остального, сунна означает «путь или путь» в арабском языке и относится к традиции Мухаммеда, хотя ни одна из этих процедур не требуется в исламе. Термин «инфибуляция» происходит от fibula, что на латыни означает застёжку. Сообщается, что древние римляне застёгивали зажимы на крайней плоти или половых губах рабов, чтобы предотвратить половой акт. Хирургическая инфибуляция женщин стала известна как фараонское обрезание в Судане и как суданское обрезание в Египте. В Сомали это известно просто как qodob («зашивать»).

## Методы
Процедуры, как правило, выполняются традиционным специалистом по обрезанию — обрезателем[неизвестный термин] ((англ. cutter) или (фр. exciseuse)) — в домах девочек, с анестезией или же без неё. Обрезателем обычно является пожилая женщина, но в сообществах, где мужчина-цирюльник взял на себя роль медицинского работника, он также будет выполнять и калечащие операции. Когда речь идёт о традиционных обрезателях, скорее всего, будут использоваться нестерильные устройства, включая ножи, бритвы, ножницы, стекло, заострённые камни и ногти. По словам медсестры из Уганды, процитированных в 2007 году в The Lancet, обрезатель использовал один нож одновременно для 30 девушек. В нескольких странах в данной практике всё-таки участвуют медицинские работники: в Египте 77 процентов калечащих процедур на женских половых органах, а в Индонезии — более 50 процентов выполнялись медицинскими работниками по состоянию на 2008 и 2016 годы.

## Классификация
В 1997 году ВОЗ, ЮНИСЕФ и ЮНФПА опубликовали совместное заявление, в котором калечащие операции на женских половых органах определялись как «все процедуры, включающие частичное или полное удаление наружных женских половых органов или другие повреждения женских половых органов по причинам культурного или иного нетерапевтического характера». Процедуры различаются в зависимости от этнической принадлежности и отдельных практикующих врачей: во время опроса 1998 года в Нигере женщины ответили более чем 50 разными терминами, когда их спросили, что с ними сделали. Проблемы с переводом усугубляются и замешательством женщин в отношении того, через какой тип КО они прошли, и даже проводилась ли операция на них в принципе. Исследования показали, что ответы на опросы ненадёжны. Исследование, проведённое в 2003 году в Гане, показало, что в 1995 году четыре процента опрошенных сказали, что они не подвергались КО, но уже в 2000 году сказали, что подвергались, с 11 же процентами произошло ровно наоборот. В Танзании в 2005 году 66 процентов сообщили о КО, но медицинское обследование показало, что 73 процента подверглись этой практике. В Судане в 2006 году значительный процент инфибулизированных женщин и девочек сообщил о менее тяжёлом типе перенесённой практики.

### Типы
В стандартных анкетах органов ООН женщинам задаются вопросы о том, подвергались ли они или их дочери следующим действиям: (1) разрезание без удаления плоти (символические порезы), (2) разрезание, частичное удаление плоти, (3) зашивание или (4) тип не определён/не уверена/не знаю. Наиболее распространённые процедуры относятся к категории «разрезание, частичное удаление плоти» и включают полное или частичное удаление головки клитора. Всемирная организация здравоохранения в 1997 году разработала более подробную типологию: типы I—II различаются по объёму удаляемой ткани, тип III эквивалентен категории ЮНИСЕФ «зашивание», а тип IV описывает различные процедуры, включая символические надрезы.

#### Тип I
Тип I — «частичное или полное удаление головки клитора (внешняя и видимая часть клитора, которая является чувствительной частью женских половых органов) и/или крайней плоти/клиторального капюшона (складки кожи, окружающие головку клитора)». Тип Ia предполагает удаление только клиторального капюшона, что в свою очередь редко выполняется в одиночку. Более распространённой процедурой является тип Ib (клиторидэктомия), где происходит сразу полное или частичное удаление головки клитора и клиторального капюшона. «Обрезающий» большим и указательным пальцами оттягивает головку клитора и отрезает её.

#### Тип II
Тип II (эксцизия) — представляет собой полное или частичное удаление малых половых губ с удалением или без удаления головки клитора и больших половых губ:
- подтип IIa — удаление только малых половых губ;
- подтип IIb — удаление малых половых губ и головки клитора;
- подтип IIc — удаление больших, малых половых губ и головки клитора.

Термин «эксцизия» на французском языке может относиться к любой форме калечащих операций.

#### Тип III
- Тип III — инфибуляция («фараоново обрезание») — операции, при которых отрезаются либо малые половые губы (подтип IIIa), либо большие (подтип IIIb), затем раневые поверхности смыкаются (при зашивании или связывании ног), закрывая клитор, отверстие уретры и вход во влагалище. Оставляется небольшое отверстие.

#### Тип IV
- Тип IV — в эту группу объединяются остальные процедуры.

По оценкам, 90 % случаев нанесения увечий женским гениталиям составляют клитеродектомия или иссечение половых губ, и около 10 % — инфибуляция.

## Осложнения
Лица, традиционно выполняющие обрезание (оно обычно выполняется женщинами), используют различные инструменты для выполнения этих операций, включая бритвенные лезвия и ножи, и обычно не применяют обезболивание. По оценкам, лишь 18 % всех подобных операций в мире выполняются работниками здравоохранения, которые используют хирургические ножницы и обезболивание.
Женское обрезание, особенно если оно проводится в антисанитарных условиях, влечёт многочисленные негативные последствия для здоровья женщин, включая затруднение мочеиспускания, инфекции половых путей, осложнения при родах.

## Распространение

### Географически
Женское обрезание практикуется более чем в 30 странах мира, большей частью, во многих ближневосточных и африканских странах. В Азии женское обрезание традиционно среди некоторых общин на Филиппинах, в Малайзии, Пакистане и Индонезии. Также иногда практикуется в Арабских Эмиратах, Йемене, Омане и Бахрейне. Группировка Исламское государство в Ираке в июле 2014 года издало фетву, обязывающую всех девочек и женщин в возрасте до 49 лет на подконтрольной им территории подвергнуться процедуре обрезания.
В настоящее время пропаганда «пользы» женского обрезания активно ведётся в местной религиозной прессе Дагестана.

#### Женское обрезание в Египте
В Египте женское обрезание запрещено законом с 2008 года, но по-прежнему широко распространено. Египет является страной с одним из самых высоких уровней женского обрезания в мире. Через него прошли более 90 % женщин в возрасте до 50 лет. Как правило, этой операции подвергаются девочки в возрасте между 9 и 13 годами. Более 70 % таких операций в Египте делают квалифицированные врачи. В 2013 году впервые в истории страны после смерти 13-летней Сухер аль Батаа в результате обрезания к суду были привлечены врач, делавший операцию, и отец девочки.

#### Женское обрезание в Эфиопии
Эфиопия занимает второе место в Африке, после Египта, по количеству женщин, подвергшихся обрезанию. В Эфиопии женское обрезание практикуют как мусульмане, так и христиане и иудеи. Согласно данным UNICEF за 2005 год, среди женщин Эфиопии возраста от 15 до 49 лет, 74,3 % были обрезаны, для сравнения, в 2000 году эта цифра составляла 79,9 %. По другим данным (the NCTPE/EGLDAM survey), в 2007 году процент обрезанных женщин в Эфиопии составлял уже лишь 57 %.

#### Женское обрезание в России
В некоторых горных районах Дагестана женское обрезание практикуется. По словам исследовательницы С. Сиражудиновой, традиция женского обрезания на начало 2010-х годов была распространена в высокогорных районах Дагестана среди части представителей аварских и андо-цезских народов; по информации из доклада организации «Правовая инициатива по России» (с. 42-43), данные практики существуют и воспроизводятся в Ботлихском, Цунтинском (включая Бежтинский участок), Цумадинском и Тляратинском и иных районах, а также в переселенческих сёлах на равнине. По оценке С. Сиражудиновой, в других регионах России женское обрезание почти не встречается — лишь в небольших закрытых группах в Ингушетии и в Чечне, в качестве единичных случаев. В столице Ингушетии Магасе в 2020 году цена женского обрезания в медицинском учреждении составляла 2 тысячи рублей — менее 30 долларов.
В 2018 году издание Meduza писало, что в Москве существует клиника, которая предлагает делать «женское обрезание» девочкам до 12 лет по религиозным мотивам.
Обрезание проводится в возрасте от 5 до 12 лет. Бывают случаи, когда обрезание делают взрослым женщинам. В 2020 году 36-летняя Лина рассказывала, что согласилась на обрезание после вступления в неофициальный брак с жителем Ингушетии. Зашивание обычно не практикуется. Применяют надрезы, но порой и удаляют клитор и малые половые губы. По словам С. Сиражудиновой, местные власти никак не реагируют на эти случаи. Согласно опубликованному в 2016 году докладу, обрезание иногда делают в больнице, но чаще — на дому (причём, лица, не имеющие медицинского образования). Практика поддерживается и транслируется преимущественно самими женщинами.
Уголовная ответственность за женское обрезание в России отдельно не установлена, но данная процедура может преследоваться по иным статьям Уголовного кодекса. В России известен всего один (по данным «Комсомольской правды») случай привлечения к уголовной ответственности лица, сделавшего женское обрезание. В Магасе 22 июня 2019 года в медицинской клинике было сделано обрезание 9-летней девочке, которую к ней привела вторая жена отца этой девочки. По данному факту было возбуждено уголовное дело — действия медсестры, которая провела обрезание, были квалифицированы как причинение лёгкого вреда здоровью. По состоянию на май 2020 года приговор в отношении медсестры вынесен не был и к ней продолжали записывать на обрезание «по желанию родителей» в ту же клинику, где она сделала обрезание потерпевшей.

### Возраст
В разных странах женское обрезание производится в различном возрасте. В Йемене женское обрезание запрещено законом и религией, однако в городах Ходейда и Хадрамаут встречаются единичные случаи обрезания девочек в первые две недели после рождения, тогда как в Сомали, Египте, Чаде и ЦАР 80 % девочек подвергаются обрезанию в возрасте от 5 до 14 лет. В Кении у народа киси девочек обрезают примерно в 10 лет, у народа камба обрезанию подвергаются шестнадцатилетние девушки.

## Причины
В обществах, в которых практикуется женское обрезание, существует мнение, что оно снижает сексуальное желание женщины и, таким образом, сохраняет девственность до замужества и предотвращает беспорядочную половую жизнь. Действительно, женское обрезание часто приводит к болезненности полового акта для женщины и отсутствию получения удовольствия от него, что и заставляет женщин соглашаться на сексуальные отношения только в соответствии с социальными нормами, с законным супругом.
Иногда также встречается убеждение, что клитор чрезмерно вырастет, если оставить его необрезанным. В некоторых редких случаях также наличествует убеждение женщин в том, что женское обрезание усиливает мужское сексуальное удовольствие и мужскую силу. В ещё более редких случаях существует мнение, что женское обрезание облегчает роды, улучшая способность женщин, испытавших боль от женского обрезания, переносить родовую боль.
Также обычно присутствует убеждение, что женское обрезание поддерживается или предписывается религией, или что оно облегчает соответствие религиозным ожиданиям сексуального ограничения, а также представление о том, что это важная культурная традиция, которую не следует подвергать сомнению или прекращать, особенно людям, не принадлежащим данному сообществу. Отказ от женского обрезания часто приводит к травле, исключению из важных событий сообщества и круга поддержки, а также к дискриминации разного рода.

## История
Хирургические операции над клитором осуществлялись в Империи Инков. В столице инков Куско существовал храм Амаруканча (в XV-XVI веках; позднее — в последней трети XVI века — в нём разместились иезуиты), назначением которого, согласно итальянскому священнику, иезуиту XVII века Хуану Анелло Оливе, было «поклонение идолу в виде дракона-змея, пожирающего скорпиона». С этим местом связана одна интересная деталь верований инков, приводимая тем же автором: «Дракон был жизненной силой Создателя; и как католики почитают женский облик Божества Святой Девы Марии, подобным же образом вместилище и жало скорпиона [у инков] символизировали женский клитор, почитая в нём мужское начало в женщине». Потому у инков бытовал обряд обрезать клитор у девочек. Католическими священниками это расценивалось как варварство.
В конце XIX — первой половине XX века клиторидэктомия и удаление капюшона клитора практиковались в США в качестве методов «лечения» мастурбации у женщин.

## Дискуссия и правовой статус
Сказал табиин Абдуль Малик Ибн Джурейдж:
"Рассказал мне Абдуль Азиз Ибн Умар Ибн Абдуль Азиз: «Учёные во время правления Умара Ибн Абдуль Азиза (717-720гг) были единогласны в том, что за увечье, нанесённое клитору, полагается полноценная компенсация (дия), поскольку это лишает женщину возможности наслаждаться половым актом и совершать его». Передал Абдур Раззак в «Аль Мусаннаф», иснад достоверный.
Многие мусульманские теологи издали фетву, признающую женское обрезание грехом. Мусульманский теолог Юсуф Аль-Кардави сказал, что данная практика не является обязательной для исповедующих ислам.
В Великобритании женское обрезание было официально запрещено лишь в 1985 году, но многие афроазиатские общины в крупных городах продолжают использовать ритуал обрезания.
С 1997 года женское обрезание в Египте запрещено, за исключением случаев «медицинской необходимости». Некоторые врачи продолжают делать операции, используя эту оговорку.
5 апреля 2007 года правительство Эритреи запретило женское обрезание.
28 ноября 2012 года Генеральная ассамблея ООН приняла резолюцию, запрещающую женское обрезание.

### Комментарии
1. ↑  Нуссбаум, Марта («Секс и социальная справедливость», 1999 год): «Хотя в дискуссиях иногда используются термины „женское обрезание“ и „клиторидэктомия“, „калечащие операции на женских половых органах“ (КЖПО) являются стандартным общим термином для всех этих процедур в медицинской литературе <…> Термин „женское обрезание“ был отвергнут практикующими врачами со всего мира, поскольку он предполагает ложную аналогию с мужским обрезанием…»[1]
2. ↑  «Например, «молодая женщина должна принять ванну, прежде чем родить ребёнка»[25].
3. ↑  

«Подавляющее большинство девочек и женщин режет традиционный практик, в эту категорию входят местные специалисты ((англ. cutter) или (фр. exciseuse)), традиционные акушерки и, как правило, пожилые члены общества, обычно женщины. Это верно для более чем 80 процентов девочек, которые проходят через эту практику в Бенине, Буркина-Фасо, Кот-д’Ивуаре, Эритрее, Эфиопии, Гвинее, Мали, Нигере, Танзании и Йемене. В большинстве стран медицинский персонал, включая врачей, медсестер и сертифицированных акушерок, не принимает широкого участия в этой практике».Оригинальный текст (англ.)The large majority of girls and women are cut by a traditional practitioner, a category which includes local specialists (cutters or exciseuses), traditional birth attendants and, generally, older members of the community, usually women. This is true for over 80 percent of the girls who undergo the practice in Benin, Burkina Faso, Côte d'Ivoire, Eritrea, Ethiopia, Guinea, Mali, Niger, Tanzania, and Yemen. In most countries, medical personnel, including doctors, nurses, and certified midwives, are not widely involved in the practice.— ЮНИСЕФ[32]
4. ↑  UNICEF 2013: «Эти категории не полностью соответствуют типологии ВОЗ: разрезание без удаления плоти описывает практику, известную как прокалывание или надрезание, которая в настоящее время относится к типу IV. Разрезание, частичное удаление плоти соответствует или типу I (клиторидэктомия) и/или типу II (отрезание). А зашивание соответствует типу III, инфибуляции»[23].
5. ↑  Диаграмма из WHO 2016, скопированная из Abdulcadir et al., 2016, определяет Тип Ia как обрезание.[48]
6. ↑  ВОЗ (2018): «Тип I … частичное или полное удаление клитора … и в очень редких случаях только крайней плоти (складки кожи, окружающей клитор)»[49].
ВОЗ (2008): «[Существует] общая тенденция описывать тип I как удаление крайней плоти, тогда как это не было задокументировано как традиционная форма калечащих операций на женских половых органах. Однако в некоторых странах медикаментозное калечащие операции на женских половых органах может включать только удаление крайней плоти (тип Ia) (Thabet and Thabet, 2003), но эта форма встречается относительно редко (Satti et al., 2006). Почти все известные формы калечащих операций на женских половых органах, при которых удаляются ткани клитора, также полностью или частично разрезают саму головку клитора»[50].
7. ↑  Сьюзан Изетт и Нахид Тубия[англ.] (ВОЗ, 1998): «[К]литор держат между большим и указательным пальцами, вытаскивают и ампутируют одним ударом острого предмета».[53]